# Guadarrama
|  | Per a altres significats, vegeu «Guadarrama (desambiguació)». |

Guadarrama és un municipi de la Comunitat de Madrid.

## Història
Va ser fundada pels àrabs, que van denominar Uad-er-ramel al riu que dona nom al poble i a la serra que aquest està enclavada. Guadarrama va obtenir el títol de vila de Ferran V de Castella (II d'Aragó) el 22 de novembre de 1504.
Ferran VI va ordenar la construcció de la carretera de La Corunya pel port de Guadarrama, que va ser testimoni d'intensos combats durant la Guerra Civil. Després de la guerra civil la Direcció general d'Àrees Devastades va haver de reconstruir el poble gairebé per complet.
Després d'un curt període que va ser famós pels seus sanatoris antituberculosos, Guadarrama s'ha transformat en una important localitat turística i en la segona residència de molts habitants de Madrid. El seu interès turístic resideix en gran part en la proximitat a la sierra de Guadarrama. El punt més alt del municipi és Cabeza Lijar amb una altura de 1.824 metres per sobre del nivell del mar.

### Demografia
| 455 | 734 | 753 | 702 | 773 | 994 | 1118 | 1594 | 1466 | 2101 | 3298 | 3834 | 5957 | 6902 | 9389 | 10275 | 11280 | 11957 | 12457 | 13032 | 13025 |